# Instituto Nacional de Saúde Mental
O Instituto Nacional de Saúde Mental (em inglês:  National Institute of Mental Health, NIMH) é parte do governo federal dos Estados Unidos e a maior organização de pesquisa do mundo especializada em saúde mental. 